# Kvalspelet till U21-Europamästerskapet i fotboll 2023 (grupp C)
Kvalspelet till U21-Europamästerskapet i fotboll 2023 (grupp C) bestod av sex lag: Spanien, Ryssland, Slovakien, Nordirland, Litauen och Malta. Lagindelningen i de nio grupperna i gruppspelet bestämdes genom en lottning på Uefas högkvarter i Nyon, Schweiz den 28 januari 2021.

## Tabell
| Nr | Lag        | S | V | O | F | GM | IM | MS  | P  |
| -- | ---------- | - | - | - | - | -- | -- | --- | -- |
| 1  | Spanien    | 8 | 8 | 0 | 0 | 37 | 5  | +32 | 24 |
| 2  | Slovakien  | 8 | 5 | 0 | 3 | 18 | 10 | +8  | 15 |
| 3  | Nordirland | 8 | 2 | 1 | 5 | 8  | 18 | −10 | 7  |
| 4  | Litauen    | 8 | 2 | 1 | 5 | 7  | 22 | −15 | 7  |
| 5  | Malta      | 8 | 2 | 0 | 6 | 10 | 25 | −15 | 6  |
| 6  | Ryssland   | 0 | 0 | 0 | 0 | 0  | 0  | 0   | 0  |

## Matcher
|             | 3 september 2021 | Malta                                                              | 4 – 1           | Nordirland     | Centenary Stadium                                         |                                                           |
| 16:30 UTC+2 | 16:30 UTC+2      | Jake Engerer 24′ Matteja Veselji 36′, 40′ (str.) Ayrton Attard 84′ | (3 – 0) Rapport | 58′ Paddy Lane | Ta' Qali Publik: 184 Domare: Milovan Milačić (Montenegro) | Ta' Qali Publik: 184 Domare: Milovan Milačić (Montenegro) |
| 16:30 UTC+2 | 16:30 UTC+2      |                                                                    |                 |                | Ta' Qali Publik: 184 Domare: Milovan Milačić (Montenegro) | Ta' Qali Publik: 184 Domare: Milovan Milačić (Montenegro) |
| 16:30 UTC+2 | 16:30 UTC+2      |                                                                    |                 |                | Ta' Qali Publik: 184 Domare: Milovan Milačić (Montenegro) | Ta' Qali Publik: 184 Domare: Milovan Milačić (Montenegro) |

|             | 3 september 2021 | Slovakien                                       | 3 – 1           | Litauen                    | Štadión pod Zoborom                                |                                                    |
| 17:30 UTC+2 | 17:30 UTC+2      | Adrián Kaprálik 24′, 61′ Matej Trusa 79′ (str.) | (1 – 0) Rapport | 56′ (str.) Artur Dolznikov | Nitra Publik: 757 Domare: Kaspar Sjöberg (Sverige) | Nitra Publik: 757 Domare: Kaspar Sjöberg (Sverige) |
| 17:30 UTC+2 | 17:30 UTC+2      |                                                 |                 |                            | Nitra Publik: 757 Domare: Kaspar Sjöberg (Sverige) | Nitra Publik: 757 Domare: Kaspar Sjöberg (Sverige) |
| 17:30 UTC+2 | 17:30 UTC+2      |                                                 |                 |                            | Nitra Publik: 757 Domare: Kaspar Sjöberg (Sverige) | Nitra Publik: 757 Domare: Kaspar Sjöberg (Sverige) |

|             | 3 september 2021 | Spanien                                | Ogiltigförklarad (4 – 1) | Ryssland           | Estadio Francisco de la Hera                                  |                                                               |
| 20:45 UTC+2 | 20:45 UTC+2      | Fer Niño 13′, 54′ Yeremi Pino 47′, 86′ | (1 – 1) Rapport          | 10′ Gamid Agalarov | Almendralejo Publik: 1 585 Domare: Nathan Verboomen (Belgien) | Almendralejo Publik: 1 585 Domare: Nathan Verboomen (Belgien) |
| 20:45 UTC+2 | 20:45 UTC+2      |                                        |                          |                    | Almendralejo Publik: 1 585 Domare: Nathan Verboomen (Belgien) | Almendralejo Publik: 1 585 Domare: Nathan Verboomen (Belgien) |
| 20:45 UTC+2 | 20:45 UTC+2      |                                        |                          |                    | Almendralejo Publik: 1 585 Domare: Nathan Verboomen (Belgien) | Almendralejo Publik: 1 585 Domare: Nathan Verboomen (Belgien) |

|             | 7 september 2021 | Litauen | 0 – 2           | Spanien                               | LFF Stadium                                             |                                                         |
| 18:30 UTC+3 | 18:30 UTC+3      |         | (0 – 1) Rapport | 32′ Alejandro Francés 78′ Yeremi Pino | Vilnius Publik: 671 Domare: Nejc Kajtazovic (Slovenien) | Vilnius Publik: 671 Domare: Nejc Kajtazovic (Slovenien) |
| 18:30 UTC+3 | 18:30 UTC+3      |         |                 |                                       | Vilnius Publik: 671 Domare: Nejc Kajtazovic (Slovenien) | Vilnius Publik: 671 Domare: Nejc Kajtazovic (Slovenien) |
| 18:30 UTC+3 | 18:30 UTC+3      |         |                 |                                       | Vilnius Publik: 671 Domare: Nejc Kajtazovic (Slovenien) | Vilnius Publik: 671 Domare: Nejc Kajtazovic (Slovenien) |

|             | 7 september 2021 | Ryssland                                                                                  | Ogiltigförklarad (6 – 0) | Malta | Arena Khimki                                         |                                                      |
| 19:00 UTC+3 | 19:00 UTC+3      | Daniil Khlusevich 6′, 14′ Gamid Agalarov 17′, 74′ Kirill Bozhenov 80′ Kirill Kravtsov 86′ | (3 – 0) Rapport          |       | Chimki Publik: 308 Domare: Artyom Kuchin (Kazakstan) | Chimki Publik: 308 Domare: Artyom Kuchin (Kazakstan) |
| 19:00 UTC+3 | 19:00 UTC+3      |                                                                                           |                          |       | Chimki Publik: 308 Domare: Artyom Kuchin (Kazakstan) | Chimki Publik: 308 Domare: Artyom Kuchin (Kazakstan) |
| 19:00 UTC+3 | 19:00 UTC+3      |                                                                                           |                          |       | Chimki Publik: 308 Domare: Artyom Kuchin (Kazakstan) | Chimki Publik: 308 Domare: Artyom Kuchin (Kazakstan) |

|             | 7 september 2021 | Nordirland                 | 1 – 0           | Slovakien | Mourneview Park                                             |                                                             |
| 19:30 UTC+1 | 19:30 UTC+1      | Ethan Galbraith 54′ (str.) | (0 – 0) Rapport |           | Lurgan Publik: 397 Domare: Vilhjalmur Thorarinsson (Island) | Lurgan Publik: 397 Domare: Vilhjalmur Thorarinsson (Island) |
| 19:30 UTC+1 | 19:30 UTC+1      |                            |                 |           | Lurgan Publik: 397 Domare: Vilhjalmur Thorarinsson (Island) | Lurgan Publik: 397 Domare: Vilhjalmur Thorarinsson (Island) |
| 19:30 UTC+1 | 19:30 UTC+1      |                            |                 |           | Lurgan Publik: 397 Domare: Vilhjalmur Thorarinsson (Island) | Lurgan Publik: 397 Domare: Vilhjalmur Thorarinsson (Island) |

|             | 8 oktober 2021 | Litauen                                         | 2 – 1           | Malta                | Alytaus miesto centrinis stadionas                  |                                                     |
| 18:30 UTC+3 | 18:30 UTC+3    | Titas Milašius 38′ Tomas Kalinauskas 56′ (str.) | (1 – 0) Rapport | 90+4′ Jamie Sixsmith | Alytus Publik: 211 Domare: Marcel Birsan (Rumänien) | Alytus Publik: 211 Domare: Marcel Birsan (Rumänien) |
| 18:30 UTC+3 | 18:30 UTC+3    |                                                 |                 |                      | Alytus Publik: 211 Domare: Marcel Birsan (Rumänien) | Alytus Publik: 211 Domare: Marcel Birsan (Rumänien) |
| 18:30 UTC+3 | 18:30 UTC+3    |                                                 |                 |                      | Alytus Publik: 211 Domare: Marcel Birsan (Rumänien) | Alytus Publik: 211 Domare: Marcel Birsan (Rumänien) |

|             | 8 oktober 2021 | Ryssland           | Ogiltigförklarad (1 – 0) | Nordirland | Arena Chimki                                                      |                                                                   |
| 19:00 UTC+3 | 19:00 UTC+3    | Danila Prokhin 16′ | (1 – 0) Rapport          |            | Chimki Publik: 250 Domare: Luka Bilbija (Bosnien och Hercegovina) | Chimki Publik: 250 Domare: Luka Bilbija (Bosnien och Hercegovina) |
| 19:00 UTC+3 | 19:00 UTC+3    |                    |                          |            | Chimki Publik: 250 Domare: Luka Bilbija (Bosnien och Hercegovina) | Chimki Publik: 250 Domare: Luka Bilbija (Bosnien och Hercegovina) |
| 19:00 UTC+3 | 19:00 UTC+3    |                    |                          |            | Chimki Publik: 250 Domare: Luka Bilbija (Bosnien och Hercegovina) | Chimki Publik: 250 Domare: Luka Bilbija (Bosnien och Hercegovina) |

|             | 8 oktober 2021 | Spanien                                                            | 3 – 2           | Slovakien                      | Olympiastadion                                         |                                                        |
| 20:45 UTC+2 | 20:45 UTC+2    | Hugo Guillamón 58′ Sergio Gómez 80′ (str.) Juan Miranda 88′ (str.) | (0 – 1) Rapport | 19′ Ján Bernát 71′ Filip Lichý | Sevilla Publik: 4 200 Domare: Kevin Clancy (Skottland) | Sevilla Publik: 4 200 Domare: Kevin Clancy (Skottland) |
| 20:45 UTC+2 | 20:45 UTC+2    |                                                                    |                 |                                | Sevilla Publik: 4 200 Domare: Kevin Clancy (Skottland) | Sevilla Publik: 4 200 Domare: Kevin Clancy (Skottland) |
| 20:45 UTC+2 | 20:45 UTC+2    |                                                                    |                 |                                | Sevilla Publik: 4 200 Domare: Kevin Clancy (Skottland) | Sevilla Publik: 4 200 Domare: Kevin Clancy (Skottland) |

|             | 12 oktober 2021 | Slovakien                                                                      | 4 – 0           | Malta | Štadión pod Zoborom                                  |                                                      |
| 16:30 UTC+2 | 16:30 UTC+2     | Matej Trusa 23′, 81′ (str.) Jakub Kadák 36′ Carlo Zammit Lonardelli 64′ (sjm.) | (2 – 0) Rapport |       | Nitra Publik: 468 Domare: Eldorjan Hamiti (Albanien) | Nitra Publik: 468 Domare: Eldorjan Hamiti (Albanien) |
| 16:30 UTC+2 | 16:30 UTC+2     |                                                                                |                 |       | Nitra Publik: 468 Domare: Eldorjan Hamiti (Albanien) | Nitra Publik: 468 Domare: Eldorjan Hamiti (Albanien) |
| 16:30 UTC+2 | 16:30 UTC+2     |                                                                                |                 |       | Nitra Publik: 468 Domare: Eldorjan Hamiti (Albanien) | Nitra Publik: 468 Domare: Eldorjan Hamiti (Albanien) |

|             | 12 oktober 2021 | Litauen | Ogiltigförklarad (0 – 3) | Ryssland                                              | Alytaus miesto centrinis stadionas                        |                                                           |
| 18:30 UTC+3 | 18:30 UTC+3     |         | (0 – 0) Rapport          | 65′, 71′ Konstantin Tyukavin 68′ (sjm.) Karolis Uzėla | Alytus Publik: 220 Domare: Christopher Jaeger (Österrike) | Alytus Publik: 220 Domare: Christopher Jaeger (Österrike) |
| 18:30 UTC+3 | 18:30 UTC+3     |         |                          |                                                       | Alytus Publik: 220 Domare: Christopher Jaeger (Österrike) | Alytus Publik: 220 Domare: Christopher Jaeger (Österrike) |
| 18:30 UTC+3 | 18:30 UTC+3     |         |                          |                                                       | Alytus Publik: 220 Domare: Christopher Jaeger (Österrike) | Alytus Publik: 220 Domare: Christopher Jaeger (Österrike) |

|             | 12 oktober 2021 | Spanien                                    | 3 – 0           | Nordirland | Olympiastadion                                          |                                                         |
| 20:45 UTC+2 | 20:45 UTC+2     | Sergio Gómez 26′ (str.), 32′ Abel Ruiz 56′ | (2 – 0) Rapport |            | Sevilla Publik: 2 632 Domare: Vitaliy Romanov (Ukraina) | Sevilla Publik: 2 632 Domare: Vitaliy Romanov (Ukraina) |
| 20:45 UTC+2 | 20:45 UTC+2     |                                            |                 |            | Sevilla Publik: 2 632 Domare: Vitaliy Romanov (Ukraina) | Sevilla Publik: 2 632 Domare: Vitaliy Romanov (Ukraina) |
| 20:45 UTC+2 | 20:45 UTC+2     |                                            |                 |            | Sevilla Publik: 2 632 Domare: Vitaliy Romanov (Ukraina) | Sevilla Publik: 2 632 Domare: Vitaliy Romanov (Ukraina) |

|             | 12 november 2021 | Nordirland                                                            | 4 – 0           | Litauen | Ballymena Showgrounds                                    |                                                          |
| 14:00 UTC±0 | 14:00 UTC±0      | Alfie McCalmont 8′, 78′ Paul O'Neill 44′ (str.) Chris Conn-Clarke 87′ | (2 – 0) Rapport |         | Ballymena Publik: 324 Domare: Joonas Jaanovits (Estland) | Ballymena Publik: 324 Domare: Joonas Jaanovits (Estland) |
| 14:00 UTC±0 | 14:00 UTC±0      |                                                                       |                 |         | Ballymena Publik: 324 Domare: Joonas Jaanovits (Estland) | Ballymena Publik: 324 Domare: Joonas Jaanovits (Estland) |
| 14:00 UTC±0 | 14:00 UTC±0      |                                                                       |                 |         | Ballymena Publik: 324 Domare: Joonas Jaanovits (Estland) | Ballymena Publik: 324 Domare: Joonas Jaanovits (Estland) |

|             | 12 november 2021 | Ryssland                                                      | Ogiltigförklarad (3 – 0) | Slovakien | Arena Chimki                                          |                                                       |
| 20:00 UTC+3 | 20:00 UTC+3      | Daniil Khlusevich 34′ Gamid Agalarov 45′ Timur Suleymanov 82′ | (2 – 0) Rapport          |           | Chimki Publik: 296 Domare: Peter Kjaesgaard (Danmark) | Chimki Publik: 296 Domare: Peter Kjaesgaard (Danmark) |
| 20:00 UTC+3 | 20:00 UTC+3      |                                                               |                          |           | Chimki Publik: 296 Domare: Peter Kjaesgaard (Danmark) | Chimki Publik: 296 Domare: Peter Kjaesgaard (Danmark) |
| 20:00 UTC+3 | 20:00 UTC+3      |                                                               |                          |           | Chimki Publik: 296 Domare: Peter Kjaesgaard (Danmark) | Chimki Publik: 296 Domare: Peter Kjaesgaard (Danmark) |

|             | 12 november 2021 | Malta | 0 – 5           | Spanien                                                                 | Centenary Stadium                                 |                                                   |
| 20:45 UTC+1 | 20:45 UTC+1      |       | (0 – 3) Rapport | 23′ Sergio Gómez 24′, 88′ Abel Ruiz 40′ Hugo Guillamón 50′ Julen Lobete | Ta' Qali Publik: 365 Domare: Dario Bel (Kroatien) | Ta' Qali Publik: 365 Domare: Dario Bel (Kroatien) |
| 20:45 UTC+1 | 20:45 UTC+1      |       |                 |                                                                         | Ta' Qali Publik: 365 Domare: Dario Bel (Kroatien) | Ta' Qali Publik: 365 Domare: Dario Bel (Kroatien) |
| 20:45 UTC+1 | 20:45 UTC+1      |       |                 |                                                                         | Ta' Qali Publik: 365 Domare: Dario Bel (Kroatien) | Ta' Qali Publik: 365 Domare: Dario Bel (Kroatien) |

|             | 16 november 2021 | Litauen | 0 – 2           | Slovakien                           | Alytaus miesto centrinis stadionas                                  |                                                                     |
| 18:30 UTC+1 | 18:30 UTC+1      |         | (0 – 1) Rapport | 12′ Matej Trusa 55′ Adrián Kaprálik | Alytus Publik: 172 Domare: Haris Kaljanac (Bosnien och Hercegovina) | Alytus Publik: 172 Domare: Haris Kaljanac (Bosnien och Hercegovina) |
| 18:30 UTC+1 | 18:30 UTC+1      |         |                 |                                     | Alytus Publik: 172 Domare: Haris Kaljanac (Bosnien och Hercegovina) | Alytus Publik: 172 Domare: Haris Kaljanac (Bosnien och Hercegovina) |
| 18:30 UTC+1 | 18:30 UTC+1      |         |                 |                                     | Alytus Publik: 172 Domare: Haris Kaljanac (Bosnien och Hercegovina) | Alytus Publik: 172 Domare: Haris Kaljanac (Bosnien och Hercegovina) |

|             | 16 november 2021 | Ryssland                | Ogiltigförklarad (1 – 0) | Spanien | Arena Chimki                                               |                                                            |
| 20:00 UTC+3 | 20:00 UTC+3      | Konstantin Tyukavin 60′ | (0 – 0) Rapport          |         | Chimki Publik: 396 Domare: Jochem Kamphuis (Nederländerna) | Chimki Publik: 396 Domare: Jochem Kamphuis (Nederländerna) |
| 20:00 UTC+3 | 20:00 UTC+3      |                         |                          |         | Chimki Publik: 396 Domare: Jochem Kamphuis (Nederländerna) | Chimki Publik: 396 Domare: Jochem Kamphuis (Nederländerna) |
| 20:00 UTC+3 | 20:00 UTC+3      |                         |                          |         | Chimki Publik: 396 Domare: Jochem Kamphuis (Nederländerna) | Chimki Publik: 396 Domare: Jochem Kamphuis (Nederländerna) |

|             | 16 november 2021 | Nordirland | 0 – 2           | Malta                              | Mourneview Park                                       |                                                       |
| 19:30 UTC±0 | 19:30 UTC±0      |            | (0 – 0) Rapport | 49′ Marcus Grima 89′ Andrea Zammit | Lurgan Publik: 347 Domare: Kári Á Høvdanum (Färöarna) | Lurgan Publik: 347 Domare: Kári Á Høvdanum (Färöarna) |
| 19:30 UTC±0 | 19:30 UTC±0      |            |                 |                                    | Lurgan Publik: 347 Domare: Kári Á Høvdanum (Färöarna) | Lurgan Publik: 347 Domare: Kári Á Høvdanum (Färöarna) |
| 19:30 UTC±0 | 19:30 UTC±0      |            |                 |                                    | Lurgan Publik: 347 Domare: Kári Á Høvdanum (Färöarna) | Lurgan Publik: 347 Domare: Kári Á Høvdanum (Färöarna) |

|             | 25 mars 2022 | Malta | Inställd | Ryssland | Centenary Stadium |          |
| 15:00 UTC+1 | 15:00 UTC+1  |       | Rapport  |          | Ta' Qali          | Ta' Qali |
| 15:00 UTC+1 | 15:00 UTC+1  |       |          |          | Ta' Qali          | Ta' Qali |
| 15:00 UTC+1 | 15:00 UTC+1  |       |          |          | Ta' Qali          | Ta' Qali |

|             | 25 mars 2022 | Slovakien                              | 2 – 1           | Nordirland        | Štadión pod Dubňom                                   |                                                      |
| 16:00 UTC+1 | 16:00 UTC+1  | Matej Trusa 37′ Jakub Kadák 86′ (str.) | (1 – 0) Rapport | 61′ Carl Johnston | Žilina Publik: 1 377 Domare: Visar Kastrati (Kosovo) | Žilina Publik: 1 377 Domare: Visar Kastrati (Kosovo) |
| 16:00 UTC+1 | 16:00 UTC+1  |                                        |                 |                   | Žilina Publik: 1 377 Domare: Visar Kastrati (Kosovo) | Žilina Publik: 1 377 Domare: Visar Kastrati (Kosovo) |
| 16:00 UTC+1 | 16:00 UTC+1  |                                        |                 |                   | Žilina Publik: 1 377 Domare: Visar Kastrati (Kosovo) | Žilina Publik: 1 377 Domare: Visar Kastrati (Kosovo) |

|             | 25 mars 2022 | Spanien | 8 – 0           | Litauen | Estadio El Prado                                                 |                                                                  |
| 20:00 UTC+1 | 20:00 UTC+1  | Rodri 16′, 37′ Sergio Gómez 35′ Bryan Gil 40′ Abel Ruiz 43′ Manu Sánchez 61′ Álex Baena 65′ Beñat Turrientes 70′ | (5 – 0) Rapport |         | Talavera de la Reina Publik: 3 700 Domare: Joni Hyytiä (Finland) | Talavera de la Reina Publik: 3 700 Domare: Joni Hyytiä (Finland) |
| 20:00 UTC+1 | 20:00 UTC+1  | |                 |         | Talavera de la Reina Publik: 3 700 Domare: Joni Hyytiä (Finland) | Talavera de la Reina Publik: 3 700 Domare: Joni Hyytiä (Finland) |
| 20:00 UTC+1 | 20:00 UTC+1  | |                 |         | Talavera de la Reina Publik: 3 700 Domare: Joni Hyytiä (Finland) | Talavera de la Reina Publik: 3 700 Domare: Joni Hyytiä (Finland) |

|             | 29 mars 2022 | Nordirland | Inställd | Ryssland | Mourneview Park |        |
| 14:00 UTC+1 | 14:00 UTC+1  |            | Rapport  |          | Lurgan          | Lurgan |
| 14:00 UTC+1 | 14:00 UTC+1  |            |          |          | Lurgan          | Lurgan |
| 14:00 UTC+1 | 14:00 UTC+1  |            |          |          | Lurgan          | Lurgan |

|             | 29 mars 2022 | Slovakien                                    | 2 – 3           | Spanien                                          | Štadión pod Dubňom                                          |                                                             |
| 16:00 UTC+2 | 16:00 UTC+2  | Ján Bernát 38′ (str.) Sebastian Nebyla 90+1′ | (1 – 1) Rapport | 4′ Bryan Gil 66′ Sergio Gómez 81′ Robert Navarro | Žilina Publik: 3 024 Domare: Christopher Jaeger (Österrike) | Žilina Publik: 3 024 Domare: Christopher Jaeger (Österrike) |
| 16:00 UTC+2 | 16:00 UTC+2  |                                              |                 |                                                  | Žilina Publik: 3 024 Domare: Christopher Jaeger (Österrike) | Žilina Publik: 3 024 Domare: Christopher Jaeger (Österrike) |
| 16:00 UTC+2 | 16:00 UTC+2  |                                              |                 |                                                  | Žilina Publik: 3 024 Domare: Christopher Jaeger (Österrike) | Žilina Publik: 3 024 Domare: Christopher Jaeger (Österrike) |

|             | 29 mars 2022 | Malta             | 1 – 3           | Litauen                                                                        | Centenary Stadium                                        |                                                          |
| 16:00 UTC+2 | 16:00 UTC+2  | Joseph Zammit 78′ | (0 – 0) Rapport | 64′ (sjm.) Christian Gauci 80′ Deividas Dovydaitis 90+3′ Faustas Steponavičius | Ta' Qali Publik: 142 Domare: Thorvaldur Árnason (Island) | Ta' Qali Publik: 142 Domare: Thorvaldur Árnason (Island) |
| 16:00 UTC+2 | 16:00 UTC+2  |                   |                 |                                                                                | Ta' Qali Publik: 142 Domare: Thorvaldur Árnason (Island) | Ta' Qali Publik: 142 Domare: Thorvaldur Árnason (Island) |
| 16:00 UTC+2 | 16:00 UTC+2  |                   |                 |                                                                                | Ta' Qali Publik: 142 Domare: Thorvaldur Árnason (Island) | Ta' Qali Publik: 142 Domare: Thorvaldur Árnason (Island) |

|             | 3 juni 2022 | Nordirland | 0 – 6           | Spanien                                                                                 | Inver Park                                                    |                                                               |
| 13:00 UTC+1 | 13:00 UTC+1 |            | (0 – 1) Rapport | 22′ Abel Ruiz 50′, 61′ Bryan Gil 64′ Juan Miranda 76′ Rodrigo Riquelme 87′ Víctor Gómez | Larne Publik: 1 100 Domare: Vitālijs Spasjoņņikovs (Lettland) | Larne Publik: 1 100 Domare: Vitālijs Spasjoņņikovs (Lettland) |
| 13:00 UTC+1 | 13:00 UTC+1 |            |                 |                                                                                         | Larne Publik: 1 100 Domare: Vitālijs Spasjoņņikovs (Lettland) | Larne Publik: 1 100 Domare: Vitālijs Spasjoņņikovs (Lettland) |
| 13:00 UTC+1 | 13:00 UTC+1 |            |                 |                                                                                         | Larne Publik: 1 100 Domare: Vitālijs Spasjoņņikovs (Lettland) | Larne Publik: 1 100 Domare: Vitālijs Spasjoņņikovs (Lettland) |

|  | 3 juni 2022 | Ryssland | Inställd | Litauen |  |  |
|  |             |          | Rapport  |         |  |  |
|  |             |          |          |         |  |  |
|  |             |          |          |         |  |  |

|             | 3 juni 2022 | Malta             | 1 – 3           | Slovakien                                    | Centenary Stadium                               |                                                 |
| 18:30 UTC+2 | 18:30 UTC+2 | Ayrton Attard 44′ | (1 – 1) Rapport | 45+3′ Peter Pokorný 90+2′, 90+7′ Patrik Iľko | Ta' Qali Publik: 218 Domare: Snir Levy (Israel) | Ta' Qali Publik: 218 Domare: Snir Levy (Israel) |
| 18:30 UTC+2 | 18:30 UTC+2 |                   |                 |                                              | Ta' Qali Publik: 218 Domare: Snir Levy (Israel) | Ta' Qali Publik: 218 Domare: Snir Levy (Israel) |
| 18:30 UTC+2 | 18:30 UTC+2 |                   |                 |                                              | Ta' Qali Publik: 218 Domare: Snir Levy (Israel) | Ta' Qali Publik: 218 Domare: Snir Levy (Israel) |

|             | 7 juni 2022 | Litauen                    | 1 – 1           | Nordirland      | Alytaus miesto centrinis stadionas                   |                                                      |
| 18:00 UTC+3 | 18:00 UTC+3 | Artemijus Tutyškinas 90+7′ | (0 – 1) Rapport | 17′ Dale Taylor | Alytus Publik: 374 Domare: Nenad Minaković (Serbien) | Alytus Publik: 374 Domare: Nenad Minaković (Serbien) |
| 18:00 UTC+3 | 18:00 UTC+3 |                            |                 |                 | Alytus Publik: 374 Domare: Nenad Minaković (Serbien) | Alytus Publik: 374 Domare: Nenad Minaković (Serbien) |
| 18:00 UTC+3 | 18:00 UTC+3 |                            |                 |                 | Alytus Publik: 374 Domare: Nenad Minaković (Serbien) | Alytus Publik: 374 Domare: Nenad Minaković (Serbien) |

|  | 7 juni 2022 | Slovakien | Inställd | Ryssland |  |  |
|  |             |           | Rapport  |          |  |  |
|  |             |           |          |          |  |  |
|  |             |           |          |          |  |  |

|             | 7 juni 2022 | Spanien                                                                          | 7 – 1           | Malta             | Estadio Álvarez Claro                                 |                                                       |
| 20:00 UTC+2 | 20:00 UTC+2 | Robert Navarro 8′, 69′ Abel Ruiz 47′, 64′ Manu Sánchez 55′ Julen Lobete 73′, 78′ | (1 – 0) Rapport | 71′ Andrea Zammit | Melilla Publik: 3 273 Domare: Juri Frischer (Estland) | Melilla Publik: 3 273 Domare: Juri Frischer (Estland) |
| 20:00 UTC+2 | 20:00 UTC+2 |                                                                                  |                 |                   | Melilla Publik: 3 273 Domare: Juri Frischer (Estland) | Melilla Publik: 3 273 Domare: Juri Frischer (Estland) |
| 20:00 UTC+2 | 20:00 UTC+2 |                                                                                  |                 |                   | Melilla Publik: 3 273 Domare: Juri Frischer (Estland) | Melilla Publik: 3 273 Domare: Juri Frischer (Estland) |

## Målskyttar
Det har gjorts 89 mål på 24 matcher, vilket ger ett snitt på 3,71 mål per match (uppdaterad per den 3 juni 2022).
6 mål
- Sergio Gómez

5 mål
- Matej Trusa
- Abel Ruiz

4 mål
- Gamid Agalarov
- Bryan Gil

3 mål
- Daniil Khlusevich
- Konstantin Tyukavin
- Adrián Kaprálik
- Yeremi Pino

2 mål
- Ayrton Attard
- Matteja Veselji
- Alfie McCalmont
- Ján Bernát
- Patrik Iľko
- Jakub Kadák
- Hugo Guillamón
- Juan Miranda
- Fer Niño
- Rodri

1 mål
- Artur Dolznikov
- Deividas Dovydaitis
- Tomas Kalinauskas
- Titas Milašius
- Jake Engerer
- Marcus Grima
- Jamie Sixsmith
- Andrea Zammit
- Joseph Zammit
- Chris Conn-Clarke
- Ethan Galbraith
- Carl Johnston
- Paddy Lane
- Paul O'Neill
- Kirill Bozhenov
- Kirill Kravtsov
- Danila Prokhin
- Timur Suleymanov
- Filip Lichý
- Sebastian Nebyla
- Peter Pokorný
- Álex Baena
- Alejandro Francés
- Víctor Gómez
- Julen Lobete
- Robert Navarro
- Rodrigo Riquelme
- Manu Sánchez
- Beñat Turrientes

1 självmål
- Karolis Uzėla (mot Ryssland)
- Christian Gauci (mot Litauen)
- Carlo Zammit Lonardelli (mot Slovakien)

## Anmärkningslista
1. ↑  Den 28 februari 2022 stängde Fifa och Uefa av samtliga ryska landslag från tävlan till följd av Rysslands invasion av Ukraina.[2] Den 2 maj 2022 meddelade Uefa att Ryssland utesluts ur kvalet och att landets matcher ogiltigförklarades.[3]